# 水野彩香
水野 彩香（みずの あやか、1984年2月14日 - ）は、日本の元AV女優。
京都府出身。身長:155cm。スリーサイズ:B88(F-65)・W58・H88。

## 略歴
2002年11月、アダルトビデオメーカー・桃太郎映像出版の専属女優としてAVデビュー。
2003年9月より専属を離れ、MOODYZの作品に出演するが、同年中に引退。

## 出演作品

### アダルトビデオ
2002年
- ビー・ジーン 17　（11月8日、桃太郎映像出版）　※デビュー作
- Wild Thing! 7　（12月6日、桃太郎映像出版）

2003年
- 桃の天然乳娘　（1月10日、桃太郎映像出版）
- コスプレックス 4　（2月7日、 桃太郎映像出版）
- フロム*ハート 5　（5月7日、桃太郎映像出版）
- 夏祭り! 第2回 ゆかた美人大集合 6　（6月6日、桃太郎映像出版）…オムニバス作品
- ギャングバング　（6月20日、桃太郎映像出版）
- ぶっかけ　（7月18日、桃太郎映像出版）
- 水野彩香が激ヤバレポーターに! 風俗の裏のウラ IN 巣鴨、大塚　（8月22日、桃太郎映像出版）
- ラヴァーズ・ボイン　（9月15日、MOODYZ）
- トリプル巨乳 DX　（11月15日、MOODYZ）
- 一度だけサセろや!!　（12月5日、桃太郎映像出版）…オムニバス作品

2004年
- ひとりエッチ　（1月23日、桃太郎映像出版）…オムニバス作品

2005年
- ひとりエッチ プラス　（1月21日、桃太郎映像出版）…オムニバス作品

他